# Список правителей Пруссии
Список правителей Пруссии включает лиц, являвшихся монархами появившегося в 1525 году герцогства Пруссия, преобразованного в 1701 году в королевство, просуществовавшее до 1918 года. Также список дополнен перечнем министров-президентов Пруссии, возглавлявших в 1918—1945 годах высший исполнительный орган Свободного государства, фактически упразднённого в 1934 году с проведением административной реформы и формально в 1947 году указом Союзнического Контрольного совета.
Для удобства список разделён на принятые в немецкой историографии периоды истории страны. Приведённые в преамбулах к каждому из разделов описания этих периодов призваны пояснить особенности политической жизни страны. В столбце «Наименование титула» отображена общая форма титулов монархов, отличная от краткой и полной. До 23 августа (2 сентября) 1610 года, когда Пруссия перешла на григорианский календарь, также приведены юлианские даты.

## Герцогство Пруссия (1525—1701)
8 апреля 1525 года великий магистр Тевтонского ордена Альбрехт подписал в Кракове мирный договор, завершивший войну с Польшей, после чего 10 апреля сложил с себя полномочия великого магистра и принёс присягу польскому королю Сигизмунду I, который даровал ему титул «герцога в Пруссии»; территория Восточной Пруссии была секуляризована от Тевтонского ордена и преобразована в герцогство, сохранившее вассальную зависимость от Польши.
В 1569 году после смерти герцога Альбрехта маркграф Бранденбурга Иоахим II подал прошение королю Польши Сигизмунду II об объединении своих владений с прусским герцогством в личную унию во главе с бранденбургской линией дома Гогенцоллернов. 19 июля на церемонии присяги нового герцога Альбрехта Фридриха Сигизмунд II удовлетворил прошение Иоахима II, сделав его сына Иоганна Георга сонаследником герцога (предполагалось наследование трона потомками Альбрехта Фридриха мужского пола, которые, однако, умерли в младенчестве). На фоне ухудшения здоровья прусского герцога польский король назначил в 1578 году регентом маркграфа Бранденбург-Ансбаха Георга Фридриха. После его смерти в 1603 году пост занимал маркграф Бранденбурга Иоахим III Фридрих, который одновременно с этим являлся преемником герцога. Наконец в 1608 году регентом Пруссии стал сын Иоахима Иоганн Сигизмунд, который унаследовал прусский трон после смерти Альбрехта Фридриха в 1618 году, и, как и планировал, создал личную унию двух государств (получившую в историографии название Бранденбург-Пруссия).
В 1657 году по условиям Велявско-Быдгощского трактата Польша уступала права на Пруссию Бранденбургу, тем самым признавая её суверенитет. 16 ноября 1700 года герцог Фридрих III и император Священной Римской империи Леопольд I заключили Коронный трактат, по которому император признавал создание независимого королевства Гогенцоллернов за пределами империи (юридически в стране не могло существовать никаких королевств помимо Богемии и Италии), а герцог обязывался предоставить войско в борьбе императора за испанское наследство. 18 января 1701 года маркграф Бранденбурга Фридрих III короновался в столице Пруссии Кёнигсберге, получив титул «короля в Пруссии» под тронным именем Фридриха I.
| Портрет | Имя (годы жизни)                                     | Правление       | Правление       | Династия | Наименование титула | Пр.           |
| Портрет | Имя (годы жизни)                                     | Начало          | Окончание       | Династия | Наименование титула | Пр.           |
| ------- | ---------------------------------------------------- | --------------- | --------------- | --- | --- | ------------- |
|         | Альбрехт (1490—1568) нем. Albrecht                   | 10 апреля 1525  | 20 марта 1568   | Прусская линия дома Гогенцоллернов нем. Preußische Linie des Hauses Hohenzollern                                | Милостью Божьей, герцог в Пруссии и пр. нем. Von Gottes Gnaden Herꜩog in Preußen etc. | [ 2 ] [ 7 ]   |
|         | Альбрехт Фридрих (1553—1618) нем. Albrecht Friedrich | 20 марта 1568   | 27 августа 1618 | Прусская линия дома Гогенцоллернов нем. Preußische Linie des Hauses Hohenzollern                                | Милостью Божьей, герцог в Пруссии и пр. нем. Von Gottes Gnaden Herꜩog in Preußen etc. | [ 8 ] [ 9 ]   |
|         | Иоганн Сигизмунд (1572—1619) нем. Johann Sigismund   | 27 августа 1618 | 23 декабря 1619 | Бранденбургско-прусская линия дома Гогенцоллернов нем. Brandenburgisch-preußische Linie des Hauses Hohenzollern | Милостью Божьей, маркграф Бранденбурга, эрцкаммерер и курфюрст Священной Римской империи, в Пруссии и пр. герцог и пр. нем. Von Gottes Gnaden Marggraf zu Brandenburg, des Heiligen Römischen Reichs Ertz-Cämmerer und Churfürst, in Preußen etc. Herꜩog etc. | [ 4 ] [ 10 ]  |
|         | Георг Вильгельм (1595—1640) нем. Georg Wilhelm       | 23 декабря 1619 | 1 декабря 1640  | Бранденбургско-прусская линия дома Гогенцоллернов нем. Brandenburgisch-preußische Linie des Hauses Hohenzollern | Милостью Божьей, маркграф Бранденбурга, эрцкаммерер и курфюрст Священной Римской империи, в Пруссии и пр. герцог и пр. нем. Von Gottes Gnaden Marggraf zu Brandenburg, des Heiligen Römischen Reichs Ertz-Cämmerer und Churfürst, in Preußen etc. Herꜩog etc. | [ 11 ] [ 12 ] |
|         | Фридрих Вильгельм (1620—1688) нем. Friedrich Wilhelm | 1 декабря 1640  | 29 апреля 1688  | Бранденбургско-прусская линия дома Гогенцоллернов нем. Brandenburgisch-preußische Linie des Hauses Hohenzollern | Милостью Божьей, маркграф Бранденбурга, эрцкаммерер и курфюрст Священной Римской империи, в Пруссии и пр. герцог и пр. нем. Von Gottes Gnaden Marggraf zu Brandenburg, des Heiligen Römischen Reichs Ertz-Cämmerer und Churfürst, in Preußen etc. Herꜩog etc. | [ 5 ] [ 13 ]  |
|         | Фридрих III (1657—1713) нем. Friedrich III.          | 29 апреля 1688  | 18 января 1701  | Бранденбургско-прусская линия дома Гогенцоллернов нем. Brandenburgisch-preußische Linie des Hauses Hohenzollern | Милостью Божьей, маркграф Бранденбурга, эрцкаммерер и курфюрст Священной Римской империи, в Пруссии и пр. герцог и пр. нем. Von Gottes Gnaden Marggraf zu Brandenburg, des Heiligen Römischen Reichs Ertz-Cämmerer und Churfürst, in Preußen etc. Herꜩog etc. | [ 6 ] [ 14 ]  |

## Королевство Пруссия (1701—1918)
Коронованный Фридрих I номинально был обязан верностью императору как курфюрст Бранденбурга, поэтому прусский монарх использовал титул «короля в Пруссии» (в отличие от «короля Пруссии»), позволявший избежать оскорбления императорской власти. Кроме того, именование себя «королём Пруссии» подразумевало суверенитет над всей Пруссией, часть которой всё ещё входила в состав Польши. Так, территории Восточной Пруссии не входили в состав империи, однако власть над ними и «имперской» частью принадлежала королю. Ситуация изменилась в 1772 году, когда по результатам первого раздела Речи Посполитой в состав Пруссии вошла Королевская Пруссия — оставшаяся часть исторической территории страны и ставшая впоследствии провинцией Западная Пруссия. Король Фридрих II принял титул короля Пруссии без предлога «в». Следующее изменение королевского титула произошло в 1806 году, когда под давлением Франции император Австрии Франц I распустил Священную Римскую империю и освободил курфюрстов от обязанностей, наложенных на них имперской конституцией. Король Пруссии утратил право избирать германского монарха, Бранденбург полностью вошёл в состав королевства, а титул «маркграф Бранденбурга» в титуловании короля стал номинальным.
В 1815 году по результатам Венского конгресса к Пруссии отошли территории северной Саксонии и герцогства Варшавского, а страна стала одним из учредителей конфедеративного Германского союза. Вслед за революцией во Франции в марте 1848 года вспыхнуло восстание в Берлине и других германских городах, главными требованиями его участников стали введение конституции и создание национального государства немцев. В декабре Фридрих Вильгельм IV объявил о даровании Пруссии октроированной конституции, закреплявшей наследственность власти монархов, двухпалатный парламент и основные гражданские свободы, и вступившей в силу 31 января 1850 года в несколько изменённом виде. По результатам австро-прусской войны 1866 года победившая Пруссия присоединила к своим владениями значительные территории на севере Германии, Германский союз под предводительством Австрии прекратил существование. На его месте был создан федеративный Северогерманский союз возглавленный королём Пруссии. В ходе франко-германской войны 1870—1871 годов Пруссии удалось аннексировать Эльзас-Лотарингию и завершить процесс объединения германских государств (в том числе южных) под своей эгидой. 1 января 1871 года вступила в силу конституция, а 18 января состоялось торжественное провозглашение Германской империи и Вильгельма I её императором.
Начавшееся 3 ноября 1918 года в результате поражения Германии в Первой мировой войне восстание матросов в Киле переросло в Ноябрьскую революцию. 9 ноября в разгар революционных волнений в Берлине рейхсканцлер Макс фон Баден объявил об отречении находившегося в Бельгии Вильгельма II от престолов Пруссии и Германии. Эмигрировав в Нидерланды, Вильгельм II подтвердил отречение 28 ноября.
| Портрет          | Имя (годы жизни)                                              | Правление       | Правление | Династия | Наименование титула | Пр.           |
| Портрет          | Имя (годы жизни)                                              | Начало          | Окончание | Династия | Наименование титула | Пр.           |
| ---------------- | ------------------------------------------------------------- | --------------- | --- | --- | --- | ------------- |
|                  | Фридрих I (1657—1713) нем. Friedrich I.                       | 18 января 1701  | 25 февраля 1713 | Бранденбургско-прусская линия дома Гогенцоллернов нем. Brandenburgisch-preußische Linie des Hauses Hohenzollern | Милостью Божьей, король в Пруссии, маркграф Бранденбурга, эрцкаммерер и курфюрст Священной Римской империи и пр. нем. Von Gottes Gnaden König in Preußen, Marggraf zu Brandenburg, des Heiligen Römischen Reichs Ertz-Cämmerer und Churfürst etc. | [ 6 ] [ 14 ]  |
|                  | Фридрих Вильгельм I (1688—1740) нем. Friedrich Wilhelm I.     | 25 февраля 1713 | 31 мая 1740 | Бранденбургско-прусская линия дома Гогенцоллернов нем. Brandenburgisch-preußische Linie des Hauses Hohenzollern | Милостью Божьей, король в Пруссии, маркграф Бранденбурга, эрцкаммерер и курфюрст Священной Римской империи и пр. нем. Von Gottes Gnaden König in Preußen, Marggraf zu Brandenburg, des Heiligen Römischen Reichs Ertz-Cämmerer und Churfürst etc. | [ 17 ] [ 18 ] |
|                  | Фридрих II (1712—1786) нем. Friedrich II.                     | 31 мая 1740     | 13 сентября 1772 | Бранденбургско-прусская линия дома Гогенцоллернов нем. Brandenburgisch-preußische Linie des Hauses Hohenzollern | Милостью Божьей, король в Пруссии, маркграф Бранденбурга, эрцкаммерер и курфюрст Священной Римской империи и пр. нем. Von Gottes Gnaden König in Preußen, Marggraf zu Brandenburg, des Heiligen Römischen Reichs Ertz-Cämmerer und Churfürst etc. | [ 19 ] [ 20 ] |
| 13 сентября 1772 | Фридрих II (1712—1786) нем. Friedrich II.                     | 17 августа 1786 | Милостью Божьей, король Пруссии, маркграф Бранденбурга, эрцкаммерер и курфюрст Священной Римской империи и пр. нем. Von Gottes Gnaden König von Preußen, Marggraf zu Brandenburg, des Heiligen Römischen Reichs Ertz-Cämmerer und Churfürst etc. | Бранденбургско-прусская линия дома Гогенцоллернов нем. Brandenburgisch-preußische Linie des Hauses Hohenzollern | | [ 19 ] [ 20 ] |
|                  | Фридрих Вильгельм II (1755—1797) нем. Friedrich Wilhelm II.   | 17 августа 1786 | Милостью Божьей, король Пруссии, маркграф Бранденбурга, эрцкаммерер и курфюрст Священной Римской империи и пр. нем. Von Gottes Gnaden König von Preußen, Marggraf zu Brandenburg, des Heiligen Römischen Reichs Ertz-Cämmerer und Churfürst etc. | Бранденбургско-прусская линия дома Гогенцоллернов нем. Brandenburgisch-preußische Linie des Hauses Hohenzollern | 16 ноября 1797 | [ 21 ] [ 22 ] |
|                  | Фридрих Вильгельм III (1770—1840) нем. Friedrich Wilhelm III. | 16 ноября 1797  | Милостью Божьей, король Пруссии, маркграф Бранденбурга, эрцкаммерер и курфюрст Священной Римской империи и пр. нем. Von Gottes Gnaden König von Preußen, Marggraf zu Brandenburg, des Heiligen Römischen Reichs Ertz-Cämmerer und Churfürst etc. | Бранденбургско-прусская линия дома Гогенцоллернов нем. Brandenburgisch-preußische Linie des Hauses Hohenzollern | 6 августа 1806 | [ 23 ] [ 24 ] |
| 6 августа 1806   | Фридрих Вильгельм III (1770—1840) нем. Friedrich Wilhelm III. | 7 июня 1840     | Милостью Божьей, король Пруссии и пр. нем. Von Gottes Gnaden König von Preußen etc. | Бранденбургско-прусская линия дома Гогенцоллернов нем. Brandenburgisch-preußische Linie des Hauses Hohenzollern | | [ 23 ] [ 24 ] |
|                  | Фридрих Вильгельм IV (1795—1861) нем. Friedrich Wilhelm IV.   | 7 июня 1840     | Милостью Божьей, король Пруссии и пр. нем. Von Gottes Gnaden König von Preußen etc. | Бранденбургско-прусская линия дома Гогенцоллернов нем. Brandenburgisch-preußische Linie des Hauses Hohenzollern | 2 января 1861 | [ 25 ] [ 26 ] |
|                  | Вильгельм I (1797—1888) нем. Wilhelm I.                       | 2 января 1861   | Милостью Божьей, король Пруссии и пр. нем. Von Gottes Gnaden König von Preußen etc. | Бранденбургско-прусская линия дома Гогенцоллернов нем. Brandenburgisch-preußische Linie des Hauses Hohenzollern | 31 декабря 1870 | [ 27 ] [ 28 ] |
| 1 января 1871    | Вильгельм I (1797—1888) нем. Wilhelm I.                       | 9 марта 1888    | Милостью Божьей, германский император, король Пруссии и пр. нем. Von Gottes Gnaden Deutscher Kaiser, König von Preußen etc. | Бранденбургско-прусская линия дома Гогенцоллернов нем. Brandenburgisch-preußische Linie des Hauses Hohenzollern | | [ 27 ] [ 28 ] |
|                  | Фридрих III (1831—1888) нем. Friedrich III.                   | 9 марта 1888    | Милостью Божьей, германский император, король Пруссии и пр. нем. Von Gottes Gnaden Deutscher Kaiser, König von Preußen etc. | Бранденбургско-прусская линия дома Гогенцоллернов нем. Brandenburgisch-preußische Linie des Hauses Hohenzollern | 15 июня 1888 | [ 29 ] [ 30 ] |
|                  | Вильгельм II (1859—1941) нем. Wilhelm II.                     | 15 июня 1888    | Милостью Божьей, германский император, король Пруссии и пр. нем. Von Gottes Gnaden Deutscher Kaiser, König von Preußen etc. | Бранденбургско-прусская линия дома Гогенцоллернов нем. Brandenburgisch-preußische Linie des Hauses Hohenzollern | 9 ноября 1918 | [ 16 ] [ 31 ] |

## Главы правительства Свободного государства Пруссия (1918—1945)
Свободное государство Пруссия (нем. Freistaat Preußen; земля Пруссия, нем. Land Preussen) — земля Германии, существовавшая в веймарский и нацистский периоды. Свободное государство образовалось вследствие отречения Вильгельма II 9 ноября 1918 года от обоих престолов (германского и прусского) и ликвидации монархий в немецких государствах, составлявших Германскую империю. 26 января 1919 года были проведены выборы в Учредительное земельное собрание, собравшееся 13 марта и принявшее 20 марта «Закон о временном порядке государственной власти в Пруссии» (нем. Gesetz zur vorläufigen Ordnung der Staatsgewalt in Preußen), согласно которому исполнительным органом, представляющим Пруссию в общегерманских отношениях, становилось Государственное правительство (нем. Staatsregierung). 30 ноября 1920 года Учредительное земельное собрание приняло Конституцию Свободного государства Пруссия (нем. Verfassung des Freistaats Preußen), 20 февраля 1921 года состоялись выборы в ландтаг, 21 апреля было сформировано Государственное министерство во главе с министром-президентом (нем. Ministerpräsident des Staatsministeriums).
После государственного переворота 20 июля 1932 года чрезвычайным указом рейхспрезидента Пауля фон Гинденбурга правительство Отто Брауна было заменено рейхсканцлером Францем фон Папеном в качестве рейхскомиссара. После прихода к власти Национал-социалистической немецкой рабочей партии министром-президентом 11 апреля 1933 года был назначен Герман Геринг. С лишением его всех государственных постов 23 апреля 1945 года должность прусского министра-президента Государственного министерства оставалась вакантной вплоть до роспуска 25 февраля 1947 года Свободного государства Пруссия законом № 46 Союзнического контрольного совета.
|         | Портрет         | Имя (годы жизни)                                      | Полномочия                                        | Полномочия      | Партия                                            | Кабинет                                                                                      | Наименование должности                                                                        | Пр.    |
| Начало  | Портрет         | Имя (годы жизни)                                      | Окончание                                         |                 | Партия                                            | Кабинет                                                                                      | Наименование должности                                                                        | Пр.    |
| ------- | --------------- | ----------------------------------------------------- | ------------------------------------------------- | --------------- | ------------------------------------------------- | -------------------------------------------------------------------------------------------- | --------------------------------------------------------------------------------------------- | ------ |
| —       |                 | Пауль Хирш (1868—1940) нем. Paul Hirsch               | 9 ноября 1918                                     | 12 ноября 1918  | Социал-демократическая партия Германии            | — (кабинет не сформирован)                                                                   | Имперский и государственный комиссар нем. Reichs- und Staatskommissar                         | [ 36 ] |
| 1 (I)   | 12 ноября 1918  | Пауль Хирш (1868—1940) нем. Paul Hirsch               | 25 марта 1919                                     | Революционный   | Социал-демократическая партия Германии            | Президент Правительства народных комиссаров нем. Präsident der Regierung der Volkskommissare |                                                                                               | [ 36 ] |
| 1       | 12 ноября 1918  |                                                       | Генрих Штрёбель (1869—1944) нем. Heinrich Ströbel | Революционный   | 4 января 1919                                     | Президент Правительства народных комиссаров нем. Präsident der Regierung der Volkskommissare | Независимая социал-демократическая партия Германии                                            | [ 37 ] |
| 1 (II)  |                 | Пауль Хирш (1868—1940) нем. Paul Hirsch               | 25 марта 1919                                     | 27 марта 1920   | Социал-демократическая партия Германии            | Хирш                                                                                         | Президент Государственного правительства нем. Präsident der Staatsregierung                   | [ 36 ] |
| 2 (I)   |                 | Отто Браун (1872—1955) нем. Otto Braun                | 27 марта 1920                                     | 21 апреля 1921  | Социал-демократическая партия Германии            | Браун (I)                                                                                    | Президент Государственного правительства нем. Präsident der Staatsregierung                   | [ 38 ] |
| 3       |                 | Адам Штегервальд (1874—1945) нем. Adam Stegerwald     | 21 апреля 1921                                    | 5 ноября 1921   | Немецкая партия Центра                            | Штегервальд                                                                                  | Министр-президент Государственного министерства нем. Ministerpräsident des Staatsministeriums | [ 39 ] |
| 2 (II)  |                 | Отто Браун (1872—1955) нем. Otto Braun                | 5 ноября 1921                                     | 18 февраля 1925 | Социал-демократическая партия Германии            | Браун (II)                                                                                   | Министр-президент Государственного министерства нем. Ministerpräsident des Staatsministeriums | [ 38 ] |
| 4       |                 | Вильгельм Маркс (1863—1946) нем. Wilhelm Marx         | 18 февраля 1925                                   | 6 апреля 1925   | Немецкая партия Центра                            | Маркс                                                                                        | Министр-президент Государственного министерства нем. Ministerpräsident des Staatsministeriums | [ 40 ] |
| 2 (III) |                 | Отто Браун (1872—1955) нем. Otto Braun                | 6 апреля 1925                                     | 11 апреля 1933  | Социал-демократическая партия Германии            | Браун (III)                                                                                  | Министр-президент Государственного министерства нем. Ministerpräsident des Staatsministeriums | [ 38 ] |
| —       |                 | Франц фон Папен (1879—1969) нем. Franz von Papen      | 20 июля 1932                                      | 29 октября 1932 | беспартийный                                      | фон Папен (I)                                                                                | Рейхскомиссар земли Пруссия нем. Reichskommissar für das Land Preußen                         | [ 41 ] |
| —       | 29 октября 1932 | Франц фон Папен (1879—1969) нем. Franz von Papen      | 3 декабря 1932                                    | фон Папен (II)  | беспартийный                                      |                                                                                              | Рейхскомиссар земли Пруссия нем. Reichskommissar für das Land Preußen                         | [ 41 ] |
| —       |                 | Курт фон Шлейхер (1882—1934) нем. Kurt von Schleicher | 3 декабря 1932                                    | 28 января 1933  | беспартийный                                      | фон Шлейхер                                                                                  | Рейхскомиссар земли Пруссия нем. Reichskommissar für das Land Preußen                         | [ 42 ] |
| —       |                 | Франц фон Папен (1879—1969) нем. Franz von Papen      | 30 января 1933                                    | 11 апреля 1933  | беспартийный                                      | фон Папен (III)                                                                              | Рейхскомиссар земли Пруссия нем. Reichskommissar für das Land Preußen                         | [ 41 ] |
| 5       |                 | Герман Геринг (1893—1946) нем. Hermann Göring         | 11 апреля 1933                                    | 23 апреля 1945  | Национал-социалистическая немецкая рабочая партия | Геринг                                                                                       | Министр-президент Государственного министерства нем. Ministerpräsident des Staatsministeriums | [ 34 ] |